# 373e régiment d'infanterie
Pour les articles homonymes, voir 373e régiment.
Le 373e régiment d'infanterie (373e RI) est un régiment d'infanterie de l'Armée de terre française constitué en 1914 avec les bataillons de réserve du 173e régiment d'infanterie.
À la mobilisation, chaque régiment d'active créé un régiment de réserve dont le numéro est le sien plus 200.

## Création et différentes dénominations
- août 1914 : 373e régiment d'infanterie
- juin 1916 : dissolution.
- 27 août 1939 : 373e RIA
- 3 août 1940 : dissolution.
- 1er octobre 1979 : 373e RID
- 30 juin 1996 : dissolution.

## Chefs de corps
- 1914 à 1916 : colonel Hatton
- 1916 : colonel de Champeaux
- 1979 à 1985 : colonel N. Astolfi
- 1985 à 1989 : colonel A. Villanova
- 1989 à 1992 : colonel Jean-Dominique Mercury
- 1992 à 1996 : colonel Raymond Euvrard

## Historique des garnisons, combats et batailles du

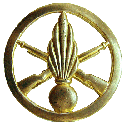
insigne de béret d'infanterie

## Historique des garnisons, combats et batailles du373eRI

### Première Guerre mondiale
Affectations : casernement Bastia, Ajaccio, Bonifacio.
- 41e Division d'Infanterie de septembre 1914 à juin 1916.

#### 1914
Camp retranché d'Épinal, opérations d'Alsace, Meuse, Vosges (bataille de la Haute Meurthe / secteur de (Raon-l'Étape).

#### 1915
Vosges : secteur de Raon-l'Étape, vallée de la Plaine, vallon des Ravines, col de la Chapelotte  (côte 452).
En 2012, un monument couronné d'un mouflon corse, emblème du régiment, est érigé dans la forêt de Celles-sur-Plaine à proximité des vestiges de tranchées afin de rappeler la mémoire des 250 poilus insulaires disparus dans les combats de la côte 542 entre septembre 1914 et février 1916.

#### 1916
Vosges (Moyenmoutier). Le régiment est dissous en juin 1916 ; les soldats rejoignent le 229e régiment d'infanterie et le 363e régiment d'infanterie pour former leur troisième bataillon.

### Seconde Guerre mondiale
Reconstitué le 27 août 1939, le 373e R.I devenu Alpin par le centre mobilisateur no 156, à partir de noyaux actifs du 173e RIA, aligne non plus 3, mais 7 bataillons, pour défendre la Corse des prétentions italiennes. Appartenant à la XVe région militaire, le régiment est affecté au Commandement Supérieur de la défense de la Corse, avec son poste de commandement à Bastia. Mais contrairement à son aîné de 1914, il ne combattra pas. En 1940, la France vaincue, liquide son armée, conditions d'armistice obligent. Le 3 août 1940, le 373e R.I.A est dissous.

### De 1945 à nos jours
Il renaîtra bien plus tard, le 1er octobre 1979 sous l’appellation, 373e régiment d’infanterie divisionnaire, pour disparaître définitivement le 30 juin 1996. Le 31 octobre 1996, le drapeau du 373e RIA est déposé au Service Historique de l'Armée de Terre (SHAT) de Vincennes par le Lieutenant-colonel Pioli et l’Adjudant-chef Andréani.

## Drapeau
Il porte, cousues en lettres d'or dans ses plis, les inscriptions suivantes :
- Vosges 1914 -1915

### Sources et bibliographie
- SHAT (Service historique de l'armée de terre) colonel Lahalle M, journal Le Colombo du 28 juin 1916, journal La Jeune Corse du 27 janvier 1916.
- Lieutenant-colonel E. Plan, Historique du 373e régiment d'infanterie : août 1914-juin 1916, Bastia, Imprimerie et librairie J.-B. Ollagnier, 1920, 2 p., lire en ligne sur Gallica.